# Polestar 4
La Polestar 4 est un crossover coupé électrique du constructeur automobile suédois Polestar produit à partir de 2023.

## Présentation
La Polestar 4 est présentée le 18 avril 2023 au salon de Shanghai.
La Polestar 4 est dénuée de vitre arrière, et donc de rétroviseur central. Celui-ci est remplacé par une caméra et un écran.

## Caractéristiques techniques
La Polestar 4 repose sur la plateforme technique modulaire SEA (Sustainable Experience Architecture) spécifique aux modèles électriques du groupe Geely, servant notamment à la Zeekr 001.

### Batterie
La Polestar 4 est dotée d'une batterie lithium-ion d'une capacité de 102 kWh.

## ADAS et ADS
Le véhicule pourra être équipé à l'avant à la fois d'un lidar et d'un radar.
Au lancement, le véhicule sera équipé d'un ADAS SuperVision de Mobileye similaire à celui du Zeekr 001 qui fonctionne en mode dit hands-off eyes-on similaire aux suites Super Cruise et Blue Cruise de Ford et General Motors.
Polestar ambitionne également de livrer une fonction de délégation de conduite de type chauffeur de niveau 3. Lorsqu'elle sera prête la Polestar 4 pourra être le premier modèle équipé, dans certains pays. Cette délégation de conduite Chauffeur de niveau 3 pourra être accompagnée de capacités hands-free eyes-on dans d'autres environnements (notamment city).
La vente de ces véhicules devrait démarrer en 2024 en Chine et en 2025 aux États-Unis.